# Баудлер, Томас
То́мас Ба́удлер (англ. Bowdler, Dr Thomas; 11 июля 1754 —1825) — шотландский врач, наиболее известный как составитель «семейного» издания Шекспира (1818), в котором были пропущены все непристойные с точки зрения англичан XIX века места.
Фамилия Баудлера стала в английском языке нарицательной: глагол «баудлеризировать» (англ. bowdlerize, bowdlerise) означает «издавать с цензурными пропусками», «выхолащивать». Фактически издание было подготовлено сестрой Баудлера Гарриет, которая постеснялась поставить своё имя на обложке: в то время для незамужней дамы было стыдно признать, что она понимает неприличные места у Шекспира достаточно хорошо, чтобы решить, что именно надо вычеркнуть. Кроме того, Баудлер издал книгу Эдварда Гиббона «История упадка и разрушения Римской империи, для домашнего чтения и юношества, перепечатана с оригинального текста, за исключением богохульных и непристойных пассажей» (1826).

## Биография
Томас Баудлер родился 11 июля 1754 года  в Боксе, недалеко от Бата (Сомерсет), и был младшим сыном из шести детей Томаса Баудлера (ок. 1719 – 1785), банкира со значительным состоянием,; мать — дочь сэра Джона Коттона (6-го баронета Конингтона) Элизабет (?— 1797). 
Баудлер изучал медицину в университетах Сент-Эндрюса и Эдинбурга, где он получил степень в 1776 году, защитив диссертацию о перемежающихся лихорадках. Затем он провёл четыре года, путешествуя по континентальной Европе, посетив Германию, Венгрию, Италию, Сицилию и Португалию. В 1781 году в Лиссабоне, леча друга, заболел лихорадкой и вернулся в Англию с подорванным здоровьем и с сильным отвращением к профессии врача. В том же году он был избран членом Королевского общества (FRS) и лиценциатом Королевского колледжа врачей (LRCP), но не стал продолжать заниматься медициной, посвятил себя делу тюремной реформы.
В 1800 году Баудлер арендовал поместье в Сент-Бонифаций на острове Уайт, где прожил десять лет. В сентябре 1806 года в возрасте 52 лет он женился на 48-летней Элизабет Тревенен (урожденная Фаркуарсон) — вдове морского капитана Джеймса Тревенена, умершего на службе у Екатерины II в Кронштадте в 1790 году. Брак оказался несчастливым и через несколько лет они расстались и факт женитьбы даже не был упомянут в биографии, написанной его племянником Томасом Баудлером. С 1811 года до своей смерти в 1825 году Баудлер жил в хауз-Райдингс с видом на залив Суонси; много путешествовал по Великобритании и Европе.
Томас Баудлер был сильным шахматистом; сохранились записи восьми его партий с Франсуа-Андре Филидором, который был настолько уверен в своем превосходстве, что играл с гандикапом. Баудлер дважды выиграл, трижды проиграл и трижды сыграл вничью. Партия Баудлера с генералом Генри Конвеем является первой записанной партией с двойной жертвой ладьи. В его честь была названа Атака Боудлера.
В 1807 году появилось первое издание «The Family Shakspeare» Баудлеров; 20 пьес Шекспира была напечатаны в четырёх небольших томах. В 1818 году Баудлер опубликовал расширенное издание, содержавшее 36 доступных пьес, которое имело большой успех. В 1827 году появилось уже 5-е издание сборника. В последние годы Баудлер подготовил сборник работ историка Эдуарда Гиббона, напечатааный уже после его смерти в 1826 году.
Умер в Суонси 24 февраля 1825 года, в возрасте 70 лет и был похоронен в Ойстермуте  (англ.). Его большая библиотека трактатов XVII—XVIII веков, собранная его предками Томасом Баудлером (1638—1700) и Томасом Баудлером (1661—1738), была подарена Уэльскому университету в Лампетере. 
Сестра Баудлера, Джейн (1743—1784) была поэтессой и эссеисткой. Другая сестра, Генриетта Мария (Гарриет) (1754—1830), работала с Боудлером над шекспировским сборником.